# South Prairie (Washington)
South Prairie je gradić u američkoj saveznoj državi Washington. Prema popisu stanovništva iz 2010. u njemu je živjelo 434 stanovnika.